# Čemšeniški potok
Čemšeniški potok je gorski potok, ki izvira ob jugovzhodnih pobočjih gore Zaplata v bližini planinskega doma Čemšenik in se desni pritok izliva v reko Kokro.